# Tomas Backman
Tomas Backman, född 16 juni 1980, fotbollsspelare i Tenhults IF. 
Fotbollslivet inleddes med spel i det lokala laget Kubbe/Norrflärke IF. Som 15-åring bytte Backman klubb till Anundsjö och spelade i Pojkallsvenskan. Några år senare, 1999, värvades Backman av Division 2-laget Friska Viljor FC. Nya klubben lyckades spela upp sig till Superettan. Backman hade redan under 2001 provspelat för Djurgårdens IF men det var först i juli 2004 som klubben bestämde sig för att köpa över honom. Backman var tänkt som vänsterback, men lagets ordinarie Fredrik Stenman var bättre, så det blev oftast spel som central anfallare i lagets 4-3-3-uppställning eftersom lagets tilltänkta spelare på den positionen, Søren Larsen, var skadad hela hösten 2004. Inför säsongen 2005 köptes Jones Kusi-Asare in och Larsen blev av med skadorna efter en lyckosam operation. Stenman var kvar i klubben. Avståndet till en plats i startelvan blev därmed för stort. För att få mer speltid lånades Backman ut under säsongen 2005 till GIF Sundsvall men det blev endast tre matcher. Efter utlåningsperioden hade GIF Sundsvall åkt ur Allsvenskan och Backman skulle på nytt kämpa om en plats i Djurgården. Inför säsongen 2006 såldes Fredrik Stenman till Bayer Leverkusen och kort därefter värvades Robert Stoltz som ersättare. Inte heller på andra positioner i DIF fanns det plats för Backman. Det blev återigen en utlåning men denna gång till Östers IF under säsongen 2006. Denna gång blev han ordinarie i laget och spelade nästan alla matcher. Östers IF åkte ur Allsvenskan och Backman kommer åter tillbaks till DIF för att slåss om en plats i laget. Med två år kvar på kontraktet (till och med säsongen 2008) blev det en övergång till Superettanklubben Jönköpings Södra IF. I J-Södra har Tomas varit en nyttig spelare som vikarierat på de flesta positioner utom målvaktspositionen. Han heter numera Tomas Backman-Sinclair efter att ha gift sig.
Största meriterna från tiden i Djurgården var en plats i startelvan (som central anfallare) i cupfinalen 2004 där laget besegrade IFK Göteborg med 3-1. Dessutom spel i Champions League-kvalet 2004 (mot Kaunas och Juventus), UEFA-cupen (mot Utrecht) samt Royal League 2004/05.

## Meriter
- Svenska Cupen: 2004
- Royal League-gruppspel: 2004/05
- Champions League-kval: 2004